# アシスタント (漫画)
アシスタントは、主に日本の漫画において漫画家の助手として原稿作成の補助を行う職種である。

## 概要
編集者や漫画家と日常的に接するため、自作品へのアドバイスが受けやすく、漫画家を目指す者がデビューするための修行の場と考えられていた。多くの漫画家がアシスタントの経験があり、仕事に比較的余裕のある漫画家同士がお互い忙しい時に手伝う場合も多い。しかし、最初から漫画家を目指していない者や途中で漫画家を諦めた者がアシスタントを生業とする場合もある。これをプロアシスタントと言う。
アドバイスは受けられ担当編集者と接触する機会も増えるが、デビュー出来るかは実力次第である。弐瓶勉は漫画賞受賞後に髙橋ツトムのアシスタントを5ヶ月経験しただけで代表作となる『BLAME!』の連載を開始しているが、野田サトルは初の連載となる『スピナマラダ!』まで10年近くアシスタントをしていた。
人数や作業内容は漫画家の方針次第であり、臨時の手伝いとしての日雇いから法人化した自身のスタジオで雇用など様々である。一方でアシスタントを使わない漫画家もおり、弐瓶勉は個性が出せるとして背景を含め自分で作画している。三浦建太郎はアシスタントの技量向上を狙い作画をアシスタント中心とした『ドゥルアンキ』をスタートさせ養成を図っていた。
アシスタントには指示が必要であるが、マニュアルは無く経験によっている。吾峠呼世晴は連載開始までアシスタント経験が無く、指示方法がわからなかったため、田畠裕基の職場に見学に行っている。

## 仕事
作画の補助を行うのが一般的であり、背景や群衆の描写・ベタ塗り・スクリーントーン貼り・枠線引き・消しゴムかけなど、工程別に分業されていることが多い。
一般的には経歴や技量によって任される仕事のレベルは変わる。初心者は消しゴムかけやベタ塗りなど一般人でも出来るような作業が多い。ある程度の画力があれば簡単な背景やモブ（群衆）の描写を任され、ベテランになると大きな背景や主要人物のペン入れを任されることもある。
また、作業環境のマネジメントを担当するチーフ・アシスタントという存在もある。大抵はその現場に一番長く勤めていて、職場の雰囲気や漫画家の作画スピードなどをよく理解している人物である事が多い。
中にはストーリー作りやキャラクターデザインに関与したり、スタジオの経営や漫画家のブレーン的な役割をするアシスタントも存在している。さいとう・たかをの兄である斉藤發司は会社員だったが、さいとうに頼まれてさいとう・プロダクションの経営に参画した。
逆に食事担当の「メシスタント」という冗談のような役割や、何らかの都合で作画ができない時には作画レベルが高くないアシスタントに部屋の掃除や洗濯、画材や食品の買い出しなど、漫画とはあまり縁のない作業をさせることもある。

### 二次作品の執筆
アシスタントが原作の二次作品を執筆する場合もある。『名探偵コナン』の特別編（学年誌掲載分）や、『ケロロ軍曹』の4コマ漫画（ケロロランド掲載）の一部がこれに該当する。
また、『ドラえもん のび太のねじ巻き都市冒険記』執筆中の藤子・F・不二雄の死去を受けてアシスタント（むぎわらしんたろう）が後を引き継いで完結させた例がある。『ちびまる子ちゃん』で、さくらももこの死後にアシスタントの作画で漫画を復活させた例もある。

## 収入
漫画家としてデビューするまでの下積み等、一時的な修行の場と見なされていたためか、一般に高給とは言いがたく、一部を除き福利厚生もないに等しい。雑誌のアシスタント求人欄では給料が公開されることもない。ただし、腕の立つ専業アシスタントには、高度な作画技術を武器にアシスタント先を掛け持ちし、相応の報酬を得ている者もいる。また、プロダクションの切り盛りや漫画家のブレーンの役割を担う管理職的なアシスタント（＝チーフアシスタント）ともなると、専属契約と引き換えにかなりの報酬を受け取っている場合もある。
三浦建太郎のスタジオ我画では正社員で雇用しており、都内にマンションを購入した者や家庭を持った者もいるという。
アシスタントの給与原資は雑誌掲載時に漫画家に支払われる原稿料のみであり、一部のチーフアシスタントを除き、単行本による印税やアニメ化・映画化・関連グッズによる収入は還元されないのが一般的である。

## アシスタントになる方法
最も手っ取り早いのが、漫画雑誌などに掲載されるアシスタント募集に応募するという方法である。また編集者が漫画賞への投稿者を修行のために漫画家に斡旋したり、デビュー前の漫画仲間がアシスタントになったり、漫画家同士で作画を手伝うケースも一般的である。
中には売れなくなった元漫画家がアシスタントとなることもある。1960年代に週刊漫画雑誌が興隆すると、漫画家たちは短時間に作品を仕上げる必要が生じたため、多くのアシスタントを雇うようになったが、その中には貸本漫画の衰退によって仕事を失った元貸本漫画家が多くいた。

## 勤務形態
原稿の進行状況に合わせて漫画家の仕事場（自宅が多い）に通勤し、仕事量は漫画家の作業状況により左右されるため、出勤してもずっと待機時間などという場合もある。しかし締め切り厳守という業界の鉄則があるため、作業が集中して数日間泊り込みで不眠不休で作業しなけらばならないケース（俗に修羅場という）も多く、勤務状況は概して過酷である。
三浦建太郎は正社員・年齢不問という条件を提示しているが、2020年ごろには通勤し作業に専念する勤務形態は人が集まりにくいと発言している。
非常勤、または仕上げなどの追い込みの日のときだけ手伝いに来るアシスタント（ヘルパー）も存在する。
インターネットが普及してからはオンラインで遠隔作業も可能となっている。

## アシスタント探し
かつては漫画家や編集者がツテを頼って探すのが一般的であった。ただ、谷村ひとしは、週刊少年ジャンプなどで連載を持っていた頃は自らアルバイト情報誌「FromA」に求人広告を掲載してアシスタントを募集し、応募者と直接面接していたことを述べている（記事によると、当時エスパー伊東や板垣恵介らが面接に訪れている）。
インターネットの普及により、アシスタント探しもネット上で行われるようになってきた。特にJ.A.C.（Japan Assistants Club）の利用率が高い。他には赤松健が立ち上げたマッチングサイト「GANMO（がんも）」などがある。また、出版社が漫画雑誌のウェブサイトで募集し、連載作家に斡旋することもある。

## アメリカンコミック
アメリカンコミックでは人物や背景の専門にとどまらず、スクリプト（脚本）を書くライター（漫画原作者に相当する）、脚本のネーム化と下絵を担当するペンシラー（作画担当に相当する）によって作られた原稿を、インカー（ペン入れを担当）、レタラー（レタリングを担当）、カラーリスト（彩色を担当）などの専門家が仕上げる高度な分業体制となっており、巻末には名前と役割が明記され、給与や印税も事前の契約に従って分配される。日本の漫画のような形態のアシスタントは一般的ではない。
補助ではなくそれぞれの技能で作品に参加していることから著作権の帰属や報酬について論争が多く、物語と絵を作成するライターやペンシラーと、出版社に雇用され作品ごとに担当（職務著作）するインカー、レタラー、カラーリストの意識や報酬の差などでクリエイター側が纏まらず、クリエイターの職能団体も継続しなかった。またキャラクターを使用する権利や二次的利用のロイヤルティを巡る裁判も幾度となく起こされている。（アメリカン・コミックスにおけるクリエイターの権利を参照）。